# 언 시크릿
언 시크릿(Un Secret, A Secret)은 프랑스에서 제작된 끌로드 밀러 감독의 2007년 드라마, 전쟁 영화이다. 패트릭 브루엘 등이 주연으로 출연하였고 이브 마리온 등이 제작에 참여하였다.

## 출연

### 주연
- 패트릭 브루엘
- 세실 드 프랑스

### 조연
- 루디빈 사니에
- 마티유 아말릭
- 줄리 드빠르디유